# Thomisus meenae
Thomisus meenae là một loài nhện trong họ Thomisidae.
Loài này thuộc chi Thomisus. Thomisus meenae được Pawan U. Gajbe miêu tả năm 2005.